# گولیاما چینکا
گولیاما چینکا (به بلغاری: Golyama Chinka) یک منطقهٔ مسکونی در بلغارستان است که در شهرستان کروموفگراد واقع شده‌است.